# Истмен (область)
Истмен (англ. Eastman) — область на  юго-востоке канадской провинции Манитоба. 
Расположена между реками Ред и Виннипег, граничит с провинцией Онтарио и штатом Миннесота, США.
Манитоба. Область разделена Статистической службой Канады на 3 переписных участка (№№1, 2 и 12). Площадь области составляет 21 137,02 км², население — 104 535 человек.

## Крупнейшие населённын пункты
- Босежур
- Лак дю Бонне
- Нивервилль
- Пауэрвью-Пайн-Фоллс
- Сент-Энн
- Сент-Пьер-Джолис
- Стейнбах — крупнейший город области